# An Nhơn, Thạnh Phú
An Nhơn là một xã thuộc huyện Thạnh Phú, tỉnh Bến Tre, Việt Nam.
Xã An Nhơn có diện tích 28 km², dân số năm 1999 là 4853 người, mật độ dân số đạt 173 người/km².